# 维尔纳·波策恩海姆
维尔纳·波策恩海姆（德語：Werner Potzernheim，1927年3月8日—2014年4月22日），德国男子自行车运动员。他曾代表德国参加1952年夏季奥林匹克运动会自行车比赛，获得男子个人竞速赛铜牌。